# Pyton żółtogłowy
Pyton żółtogłowy (Aspidites ramsayi) – gatunek australijskiego węża z rodziny pytonów (Pythonidae). Występuje w Australii zachodniej i środkowej; choć klasyfikowany jest jako gatunek najmniejszej troski, w niektórych rejonach stał się krytycznie zagrożony.

## Taksonomia
Jest to jeden z dwóch gatunków zaliczanych do australijskiego rodzaju Aspidites, zaliczanego do pytonów. Po angielsku określa się go nazwami Ramsay’s python, Woma, Woma python czy Sand python.
W obrębie gatunku wyróżnia się 3 podgatunki:
- Aspidites ramsayi ramsayi (Macleay 1882)
- Aspidites ramsayi panoptes Hoser 2001
- Aspidites ramsayi richardjonesii Hoser 2001

Rzeczywista odrębność tych podgatunków, wyróżnionych przez Hosera, jest kwestionowana przez niektórych biologów, którzy twierdzą, że różnią się one jedynie zasięgiem występowania.

## Morfologia
Dorosły osobnik mierzy 1,5–2,3 m długości. Odległość od czubka pyska do otworu odbytowego wynosi w tym drugim przypadku 2 metry.
Pyton żółtogłowy ma wąską głowę o małych oczach. Szerokie spłaszczone ciało zwęża się ku cienkiemu koniuszkowi ogona. Skórę pokrywają niewielkie gładkie łuski. Na grzbiecie pośrodku ciała układają się w 50-65 rzędów, na brzuchu występuje 280–315 łusek. Występuje niepodzielona łuska analna i 40–45 zwykle pojedynczych łusek subkaudalnych (na spodniej stronie ogona). Część spośród położonych z tyłu łusek subkaudalnych może dzielić się nieregularnie.

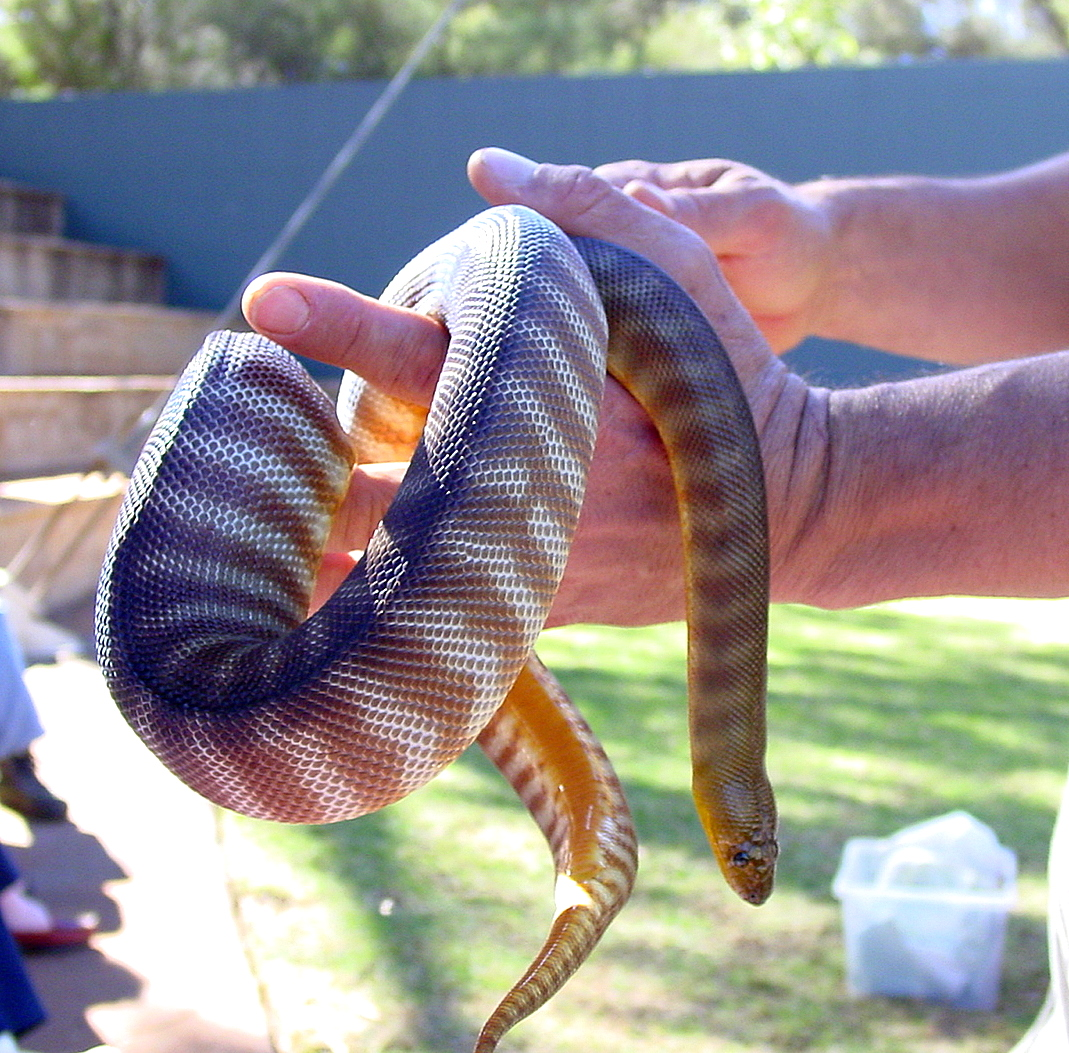

Wąż jest koloru od bladobrązowego do prawie czarnego. W deseniu spotyka się barwę oliwkową, odcienie pomarańczu, różu i czerwieni otoczone ciemniejszym prążkowaniem lub moręgowaniem. Brzuch jest kremowy z żółtymi, brązowymi i różowymi plamkami. Łuski okolicy oczu są zwykle ciemniejsze od reszty głowy.
Aspidites nie posiada spotykanych u pytonów dołków zawierających termoreceptory. Opisywany gatunek przypomina z wyglądu Morelia spilota imbricata, nie posiada jednak tak jasnej szyi. Umaszczenie i upodobanie pewnych miejsc są przyczyną mylenia pytona żółtogłowego z jadowitym wężem Pseudonaja nuchalis.

## Występowanie
Gad występuje w Australii na zachodzie i w centrum kraju: od Australii Zachodniej przez południowe Terytorium Północne i północną Australię Południową do południowego Queenslandu i północno-zachodniej Nowej Południowej Walii. Jednakże jego obszar występowania nie jest ciągły. Lokalizacja typowa to "blisko Forte Bourke" [Nowa Południowa Walia, Australia].
W południowo-zachodniej Australii zasięg gatunku rozciąga się od Zatoki Rekina na południe wzdłuż wybrzeża i w głąb lądu na wschód. Węża często spotykano na terenach piaszczystych. Zanotowano też istnienie zwierzęcia w regionach położonych bardziej na południe i wschód, aż do Wheatbelt.

## Behawior i pożywienie
Wąż prowadzi zazwyczaj nocny tryb życia. Za dnia skrywa się w wydrążonych kłodach drewna lub w opadniętych liściach ściółki.
Pyton ten poluje na różnorodne kręgowce lądowe, jak małe ssaki, naziemne ptaki czy jaszczurki. Większość zdobyczy pada jego ofiarą w jamach, gdzie nie ma wystarczająco dużo miejsca, by objąć ofiarę wężowatymi splotami. Wobec tego wąż przyciska ją pętlą swego ciała do ściany jamy. Technika ta nie zabija zwierzęcia tak szybko, jak normalne duszenie, z którego to powodu wiele dorosłych pytonów żółtogłowych pokrytych jest bliznami po kontratakach broniących się gryzoni.
Choć nie gardzi ciepłokrwistą zdobyczą, gdy ma taką możliwość, Aspidites ramsayi poluje głównie na gady. Prawdopodobnie dlatego pyton czarnogłowy nie posiada charakterystycznych ukrytych w dołkach termoreceptorów, choć dysponuje równoważną strukturą zmysłową na łuskach rostralnych.

## Rozmnażanie
Pyton żółtogłowy jest jajorodny: samica składa w jednym lęgu od 5 do 20 jaj. Następnie owija się wokół nich do czasu wyklucia. Okres inkubacji trwa od 2 do 3 miesięcy.

## Status
IUCN od 2017 roku klasyfikuje pytona żółtogłowego jako gatunek najmniejszej troski; wcześniej uznawała go za gatunek zagrożony. Istnieją dowody, że redukcja liczebności populacji wyniosła ponad 50% w ciągu ostatnich dziesięciu lat lub 3 pokoleń. W 1996 mówiło się o dużym ryzyku wyginięcia na wolności.
Ogród zoologiczny w Adelaide koordynuje program rozmnażania gatunku w niewoli. Młode wypuszczane są w Arid Recovery Reserve w okolicy Roxby Downs.
Wiele populacji na południowym zachodzie od lat sześćdziesiątych ubiegłego wieku weszło w stan krytycznego zagrożenia na skutek zmian w zagospodarowaniu ziemi. Ostry spadek liczebności udokumentowany od 1989 odegrał największą role w okolicach Wheatbelt.

## W niewoli
Uważany za bardziej aktywnego od większości innych pytonów, a także uległego i łatwego w hodowli węża, pyton żółtogłowy należy do gatunków poszukiwanych wśród zwierząt egzotycznych i gadów jako zwierząt domowych. Jest to jeden z najodporniejszych na niewolę pytonów. Zadowala się świeżo zabitymi gryzoniami. Może rozmnażać się w niewoli.